# James Woodget
James Woodget (28 septembre 1874 - 3 octobre 1960) fut un ancien tireur à la corde britannique. Il a participé aux Jeux olympiques de 1908 avec l'équipe britannique de tir à la corde Metropolitan Police "K" Division et remporta une médaille de bronze. 